# Токуношима језик
Токуношима језик (ISO 639-3: tkn) један од четири језика северне амами-окинавске групе, којим говори 5.100 људи (2004) углавном старије доби, на острву Токуношима у Јапану. Неразумљив је, или веома тешко разумљив другим рјукјуанским језицима. 
У употреби је и јапански [jpn]. Дијалект: камецу.